# Disco (Leone di Lernia)
Disco è un album del 1984 di Leone Di Lernia.

## Tracce
- VIERNO
- I GUAI DELLA BELLEZZA
- PADRON PENSACI TU
- IL METADONE
- SPREMI SPREMI
- LIBERAZIONE
- DISCO FRED
- GUARDA CHE LUNA
- WHISKY FACILE
- LOVE IN PORTOFINO
- ERI PICCOLA
- CHE NOTTE
- RIFIFI
- IL DRITTO DI CHICAGO
- CHE BAMBOLA
- TERESA NON SPARARE
- NON MI PUOI NGASTRE'
- CARO GIORNALE
- STRATINA
- CARCERATO